# Municipio de Strassburg
El municipio de Strassburg (en inglés: Strassburg Township) es un municipio ubicado en el condado de Sheridan en el estado estadounidense de Dakota del Norte. En el año 2020 tenía una población de 31 habitantes y una densidad poblacional de 0,33 personas por km².

## Geografía
El municipio de Strassburg se encuentra ubicado en las coordenadas 47°48′41″N 100°30′51″O / 47.81139, -100.51417. Según la Oficina del Censo de los Estados Unidos, el municipio tiene una superficie total de 93,14 km², de la cual 83,79 km² corresponden a tierra firme y (10,04 %) 9,35 km² es agua.

## Demografía
Según el censo de 2010, había 34 personas residiendo en el municipio de Strassburg. La densidad de población era de 0,37 hab./km². De los 34 habitantes, el municipio de Strassburg estaba compuesto por el 100 % blancos. Del total de la población el 0 % eran hispanos o latinos de cualquier raza.